# لیگوتا ماوا (استان اوپوله)
لیگوتا مأوا (به لهستانی: Ligota Mała) یک منطقهٔ مسکونی در لهستان است که در گمینا پولسکا تسرکیو واقع شده‌است. لیگوتا مأوا ۱۸۴ نفر جمعیت دارد.